# (17835) Anoelsuri
(17835) Anoelsuri (1998 HS46) – planetoida z pasa głównego asteroid okrążająca Słońce w ciągu 3,68 lat w średniej odległości 2,38 j.a. Odkryta 20 kwietnia 1998 roku.